# USS George Washington Ingram (APD-43)
El USS George Washington Ingram (DE-62/APD-43) fue un destructor de escolta de la clase Buckley transformado destructor de transporte de la clase Charles Lawrence. Sirvió en la Armada de los Estados Unidos de 1943 a 1947 y fue transferido a la República de China (ROCS Kang Shan).

## Construcción y servicio
Fue colocada la quilla en febrero de 1943. Fue botado en mayo y asignado en agosto. Fue transformado en destructor de transporte en 1945 y pasó a retiro en 1947. Fue transferido a la República de China y sirvió de 1967 a 1978.